# Agostino Mattoli II
Agostino Mattoli II (Bevagna, 16 maggio 1873 – Anzio, 13 aprile 1929) è stato un politico italiano.

## Biografia
Agostino Mattoli II nacque a Bevagna il 16 maggio 1873 da Epaminonda Mattoli e Debora Ghirga, terminato il percorso scolastico nella città natale, si iscrisse alla facoltà di medicina di Perugia, dove rimase tre anni, per poi trasferirsi a Roma dove conseguì la laurea all'Università La Sapienza.
Prestò il servizio militare a Firenze presso l'Accademia di sanità militare interforze, congedandosi con il grado di sottotenente medico; ultimato il servizio militare decise di andare negli Stati Uniti d'America per approfondire lo studio dell'omeopatia.
Il 4 ottobre 1900 si imbarcò a Genova sul piroscafo Werra e, dopo sedici giorni di navigazione, giunse a New York;il 14 ottobre 1901 conseguì nello stato di New York una seconda laurea in medicina e il 22 settembre 1902 conseguì la specializzazione in omeopatia a New York, dove conobbe il medico James Tyler Kent.
Rientrò in Italia nell'autunno del 1905 stabilendosi per un breve periodo a Foligno e poi a Roma, in qualità di medico conobbe Kate Balch, figlia del notissimo George Washington Balch, con la quale si sposò l'8 settembre a Grosse Ile; dopo il loro matrimonio tornarono a Roma dove nacquero i loro due figli: Giorgio Washington nel 1907 e Agostino III nel 1910 e dove Agostino Mattoli proseguì la sua carriera di medico.
Nel gennaio del 1908 venne contattato da Giovanni Giolitti, affinché si prendesse cura di una persona della sua famiglia, Mattoli guarì il paziente, divenendo il medico personale di Giolitti e della sua famiglia.
Il l3 febbraio dello stesso anno raggiunse il terzo grado nella loggia loggia massonica di Roma "Giovanni Bovio" .
L'11 giugno 1909 venne nominato, con un regio decreto, cavaliere della Corona d'Italia; Vittorio Emanuele III nell'udienza del 3 settembre 1911 lo promosse ufficiale della Corona d'Italia.
Il 25 ottobre 1913, il re gli conferì la commenda dell'Ordine della Corona d'Italia; il 13 gennaio 1915 la città di Avezzano fu distrutta dal terremoto e a seguito dell'operato di Mattoli il 30 luglio 1919 ricevette dal ministro dell'Interno una medaglia di bronzo.
Durante la prima guerra mondiale venne richiamato alle armi con il grado di maggiore medico destinato all'aeroporto di Roma-Ciampino; il 1º agosto 1920 il re lo nominò grande ufficiale della Corona d'Italia; Mattoli ricevette da Giolitti l'incarico di suo consigliere ed interprete personale.
Al termine della prima guerra mondiale, a seguito della sconfitta e della dissoluzione dell'Impero Austro Ungarico, Mattoli partecipò in qualità di rappresentante dell'Italia, a vari incontri internazionali con Giolitti: Villa Halisborn, Lucerna (21 - 24 agosto) con David Lloyd George, Aix-les-Bains (11 - 13 settembre) con Alexandre Millerand e Camille Barrère, Trattato di Rapallo (10/12 novembre) con il presidente Giolitti ed il generale Pietro Badoglio.
Agostino Mattoli si candidò alle elezioni politiche nel collegio di Perugia, dove venne eletto deputato, nel gennaio 1922 morì Kate.
Fece parte della Commissione permanente Esercito e Marina per l'esercizio 1922-23 e della Conferenza economica di Genova (10 aprile - 19 maggio 1922).
Si ripresentò alle successive elezioni politiche del 6 aprile 1924, nel successivo mese di giugno fu vittima di un fallito attentato a Todi; dopo la sconfitta elettorale del 1924 Agostino si ritirò dalla vita politica, tornando a dedicarsi alla professione medica.
Agostino Mattòli II morì ad Anzio, colpito da una crisi cardiaca, il 13 aprile 1929.

## Curiosità
Agostino Mattoli II era zio materno di Argo Secondari, il fondatore degli Arditi del Popolo